# Quercus ganderi
Quercus ganderi är en bokväxtart som beskrevs av Carl Brandt Wolf. Quercus ganderi ingår i släktet ekar, och familjen bokväxter.
Artens utbredningsområde är Kalifornien. Inga underarter finns listade.